# Glenn Beck
Glenn Lee Beck (Everett, Washington; 10 de febrero de 1964), conocido como Glenn Beck, es una personalidad estadounidense de radio y televisión, además de comentarista político, escritor y activista político republicano. Presenta y dirige el programa de radio The Glenn Beck Program, que se difunde por todo Estados Unidos desde la cadena Premiere Radio Networks, y el programa de televisión homónimo en Fox News Channel. Como escritor, Beck ha situado a seis de sus libros en la lista de los más vendidos de The New York Times, entrando cinco de ellos directamente en el primer puesto. Beck es el fundador y director ejecutivo de Mercury Radio Arts. 
Beck, es mormón desde su infancia y se define ideológicamente como conservador. Consiguió su primer trabajo como disc-jockey en la emisora de radio de su ciudad a los 13 años, al ganar un concurso. Cuando su madre murió, Beck se trasladó a Bellingham, donde hizo secundaria. Tras su graduación, trabajó en emisoras de radio de Provo, en Utah, Washington D. C. y New Haven, en Connecticut.